# Dubai City Tower
Il Dubai City Tower, conosciuto anche con il nome di Dubai Vertical City, è un grattacielo il cui progetto è stato annunciato il 25 agosto 2008 e che è in fase di costruzione. Questo edificio, è il terzo grattacielo più alto mai progettato dall'uomo dopo il X-Seed 4000 e la Ultima Tower. Se verrà realizzata la Dubai City Tower, diventerà molto più alta di qualsiasi altro edificio realizzato dall'uomo e sarà tre volte più alto del Burj Khalifa che attualmente è l'edificio più alto mai realizzato.
Il progetto ha 400 piani ed è ispirato alla Torre Eiffel in modo da resistere meglio alla forte spinta del vento. L'edificio sarà composto da sei edifici esterni collegati al nucleo centrale ogni cento piani in modo da stabilizzare la struttura e scaricare a terra l'enorme massa. Si stima che i consumi energetici oscilerrenno intorno ai 37.000MWH all'anno, con un picco di utilizzo di 15MW che in gran parte saranno prodotti con energia solare, termica ed eolica.